# (119967) Daniellong
(119967) Daniellong est un astéroïde de la ceinture principale.

## Description
(119967) Daniellong est un astéroïde de la ceinture principale. Il fut découvert le 4 octobre 2002 à l'observatoire d'Apache Point par le programme Sloan Digital Sky Survey. Il présente une orbite caractérisée par un demi-grand axe de 2,28 UA, une excentricité de 0,17 et une inclinaison de 9,6° par rapport à l'écliptique.
Il porte le nom de l'astronome américain Daniel Long (né en 1961) qui a contribué au Sloan Digital Sky Survey.

## Compléments